# 1936 w sztukach plastycznych
Wydarzenia w sztukach plastycznych i wizualnych w 1936 roku.

## Malarstwo
- Olga Boznańska

Portret Lucyny Messal
- Salvador Dalí

Nocne i dzienne ubrania ciała
Antropomorficzna szafka
Wenus z Milo z szufladami
Delikatna konstrukcja z gotowaną fasolką – Przeczucie wojny domowej
Para z głowami pełnymi obłoków
- Elk Eber

Ostatni granat ręczny

## Rzeźba
- Salvador Dalí

Homar-telefon – asamblaż

## Urodzeni
- Krzysztof Jackowski – polski malarz
- Jan Góra – polski malarz, grafik, rysownik
- Marian Klincewicz – polski plastyk, grafik
- Bogdan Żochowski (zm. 2006), polski grafik
- 6 stycznia – Antonio López García, hiszpański malarz i rzeźbiarz
- 5 lutego – Krzysztof Cander (zm. 2006), polski malarz
- 2 maja – Ryszard Winiarski (zm. 2006), polski malarz

## Zmarli
- 14 stycznia – Czesław Przybylski (ur. 1880), polski architekt
- 23 stycznia - Antonio Fabrés (ur. 1854), hiszpański malarz
- 21 kwietnia - * Ottó Baditz (ur. 1849), węgierski malarz
- 14 czerwca – Hans Poelzig (ur. 1869), niemiecki architekt
- 14 września – Czesław Domaniewski (ur. 1861), polski architekt
- 3 października – Henryk Julian Gay (ur. 1875), polski architekt
- 5 października – Zygmunt Waliszewski (ur. 1897), polski malarz i rysownik
- 30 października – Ferdynand Ruszczyc (ur. 1870), polski malarz, grafik, rysownik
- 8 listopada - Jan Rosen (ur. 1854), malarz polski
- 24 listopada – Ludwig Manzel (ur. 1858), niemiecki rzeźbiarz i rysownik
- 27 grudnia – Leon Wyczółkowski (ur. 1852), polski malarz, grafik i rysownik